# 왕계붕
민 강종 왕창(閩 康宗 王昶), 본명 왕계붕(王繼鵬, ? ~ 939년 8월 29일(음력 윤 7월 12일))은 오대 십국 시대의 민나라의 제4대 군주(재위 : 935년 - 939년)이다. 그는 아버지 왕연균(혜종)이 암살되고 나서 제위를 계승하였는데, 아마도 그가 선동한 것이었을 것으로 보인다. 즉위하면서 본명인 왕계붕에서 왕창으로 개명하였다. 그러나 왕창 본인도 결국 숙부 왕연희(경종)가 주동한 쿠데타로 사망하였고, 왕연희가 그 뒤를 이어 황제의 자리에 올랐다. 시호는 성신영예문명광무응도대홍효황제(聖神英睿文明廣武應道大弘孝皇帝)이다.

## 생애
935년 장남 왕계붕(王繼鵬)은 아버지 왕연균(王延鈞)을 살해하여, 스스로 제위에 올랐다. 937년 왕계붕은 후당을 쓰러뜨린 후진(後晉)에게 복종하여 민왕으로 지위가 내려갔다. 즉위 후, 이름을 왕창(王昶)이라고 개명하였다. 그는 도교를 광신하여 무녀의 말만 믿고 일족을 살해하였다. 이를 보다못한 근위대장 주문진(朱文進)과 연중우(連重遇)가 939년에 쿠데타를 일으켜 왕창을 살해하고, 왕심지의 3남 왕연희(王延羲)를 황제로 옹립하였다.
| 전임 아버지 민 혜종 왕린(왕연균) | 제4대 민나라의 군주 935년 - 939년 | 후임 숙부 민 경종 왕희(왕연희) |

| 전임 아버지 민 혜종 왕린(왕연균) | 제2대 민나라의 황제 935년 - 939년 | 후임 숙부 민 경종 왕희(왕연희) |